# Jak żabka szukała taty
Jak żabka szukała taty (ros. Лягушонок ищет папу) – radziecki krótkometrażowy film lalkowy z 1964 roku w reżyserii Romana Kaczanowa.

## Obsada (głosy)
- Rina Zielona jako żabka
- Anatolij Papanow
- Erast Garin
- Michaił Janszyn jako hipopotam
- Kłara Rumianowa jako konik polny

## Wersja polska
- Opracowanie wersji polskiej: Studio Opracowań Filmów w Łodzi
- Reżyseria: Czesław Staszewski
- Dialogi: Elżbieta Marusik
- Dźwięk: Anatol Łapuchowski
- Montaż: Henryka Gniewkowska
- Kierownictwo produkcji: Edward Kupsz

Źródło: